# Chapelle Notre-Dame-de-Liesse de Drancy
La chapelle Notre-Dame-de-Liesse, située avenue Saint-Fargeau à Drancy est une chapelle de Seine-Saint-Denis affectée au culte catholique. Elle appartient à la Paroisse Sainte-Louise-de-Marillac.

## Description
C'est un édifice fait d'un soubassement en pierres meulières surmonté d'un niveau de grandes poutres plates en béton.
L’édifice comprend un baptistère, des confessionnaux et un bloc-service. Le support de la couverture est constitué de deux poutres armées disposées transversalement, portant un plancher composé de poutrelles.
L'ensemble a été conçu comme un bâtiment semi-souterrain.

## Historique
À cet endroit se trouvait une chapelle datant de 1939. Elle fut reconstruite dans le cadre de l'Œuvre des Chantiers du Cardinal.